# Punkt 22
Punkt 22 (originaltitel Catch-22) er en satirisk roman fra 1961 af den amerikanske forfatter Joseph Heller.
Handlingen udspiller sig under de sidste år af 2. verdenskrig, hvor man følger en amerikansk bombeeskadrille med base på den italienske ø Pianosa.
Persongalleriet rummer alle menneskelige dårskaber, som i en række absurde optrin belyser krigens meningsløshed: Den menneskesky chef major Major Major; den psykopatisk entreprenante messeofficer Milo Minderbinder og den pacifistiske kaptajn John Yossarian, der nøgen skjuler sig i et træ under en parade for at slippe for en orden. Endelig er der piloten Orr, der igen og igen styrter i Middelhavet og som den eneste undslipper mareridtet, idet han padler i sikkerhed i Sverige.

## Catch-22 (logik)
Romanens originaltitel bruges som en Catch-22-situation til at beskrive et paradoks, hvor man vælger forkert, uanset hvilken løsning man i en given valgsituation foretrækker. Eksemplet i romanen er en bombeflyver, der søger om at blive fritaget fra at flyve flere togter. Den eneste måde at gøre det på er ved hos eskadrillens læge at blive diagnosticeret som sindssyg. At ønske at flyve flere togter anses af militæret for sindssygt. Ved at påberåbe sig sindssyge for at slippe for flere opgaver demonstrerer man, at man er ved sine fulde fem og altså tjenestedygtig og uden ret til orlov.
Udtrykket „Catch 22“ (uden bindestreg!) er i USA et hyppigt anvendt begreb, for eksempel: „Catch 22 position of psychiatric patients“ (1973, On Being Sane in Insane Places)